# Seefeld, Rendsburg-Eckernförde
Seefeld là một đô thị thuộc huyện Rendsburg-Eckernförde, trong bang Schleswig-Holstein, nước Đức. Đô thị Seefeld, Rendsburg-Eckernförde có diện tích 6,77 km², dân số thời điểm 31 tháng 12 năm 2006 là 403 người.